# Сервий Корнелий Лентул Малугинский
Сервий Корнелий Лентул Малугинский (лат. Servius Cornelius Lentulus Maluginensis) (около 30 до н. э. — после 23 года) — видный римский военный и политический деятель, консул-суффект Римской империи в 10 году.
Сервий Корнелий Лентул Малугинский — сын Гнея Корнелия Лентула (квестора около 29 года до н. э.). Зять префекта претория Луция Сея Страбона и приёмный дядя префекта Сеяна.
В 11 или 13 году до н. э. Сервий Корнелий Лентул Малугинский — фламин Юпитера.
В 10 году — консул-суффект в паре с Юнием Блезом, другим зятем префекта Страбона.
В 22 году Сервий Корнелий Лентул Малугинский в сенате потребовал предоставить ему должность проконсула Азии, хотя старшим фламинам было запрещено покидать Рим; решение было принято императором Тиберием, который постановил, что фламин Юпитера не имеет права управлять провинцией.
Сервий Корнелий Лентул Малугинский умер в 23 году.
У Сервия Корнелия Лентула Малугинского от жены Косконии было трое детей: дочь Коскония Галлитта и два сына — Сервий Корнелий Лентул Цетег (впоследствии — консул в 24 году) и Корнелий Лентул Малугинский (фламин Юпитера, сменивший в этой должности своего отца после его смерти).
Рональд Сайм предположил, что отец Сервия Корнелия Лентула Малугинского также имел когномен Малугинский; однако более вероятна версия Самнера и Сеттипани, что он был первым из Лентулов, получивших этот древний когномен, так же, как его старшие братья получили другие древние когномены Корнелиев — Косс и Сципион.